# Симон, Пьер-Анри
Пьер-Анри Симон, при рождении Анри Симон (фр. Pierre-Henri Simon; 16 января 1903, Сен-Фор-сюр-Жиронд, департамент Приморская Шаранта — 20 сентября 1972, Виль-д’Авре, Иль-де-Франс) — французский историк литературы и писатель
, поэт, эссеист, драматург, литературный критик, журналист, литературовед, педагог. Член Французской академии (с 1966).

## Биография
Сын нотариуса. Учился в Лицее Людовика Великого. Продолжил учёбу в Высшей нормальной школе Парижа, где познакомился с Жан-Полем Сартром и Раймоном Ароном. Ещё будучи учителем средней школы, в 1933 году познакомился с оказавшим на него сильное влияние христианским философом Эммануэлем Мунье и стал последователем социального христианства.
Читал лекции в Университете Фрибурга, Католическом университете Лилля, где был заведующим кафедрой французской литературы, и Университете Гента.
После начала Второй мировой войны в 1940 году попал в плен и был интернирован в лагерях Нюрнберга, Мюнстера (Офлаг VI-D) и Любека. Вместе с товарищами по заключению создал небольшой университет, ректором которого он был.
Автор более 40 книг: романов, литературных исследований, памфлетов и эссе, в том числе против пыток во время Алжирской войны.
Лауреат ряда литературных премий. Номинировался на Нобелевскую премию по литературе.

## Память
- Имя Пьера-Анри Симона было присвоено многим улицам и площадям Приморской Шаранты.

### Избранные произведения
Романы
- Les Valentin, 1931
- L’Affût, 1946
- Les Raisins verts, 1950
- Celle qui est née un dimanche, 1952
- Les Hommes ne veulent pas mourir, 1953
- Portrait d’un officier, 1958
- Le Somnambule, 1960
- Histoire d’un bonheur, 1965
- Pour un garçon de vingt ans, 1967
- Questions aux savants, 1969
- La Sagesse du soir, 1971
- L’Homme et sa Vérité, 1972

Эссе
- Destins de la personne, 1935
- L'Église et la Révolution sociale, 1938
- L’homme en procès: Malraux, Sartre, Camus, Saint-Exupéry (1950)
- L’Europe a-t-elle une conscience ?, 1953
- Contre la torture, 1957 (памфлет)
- Ce que je crois, 1966